# Райзінгсан (Огайо)
Райзінгсан (англ. Risingsun) — селище (англ. village) в США, в окрузі Вуд штату Огайо. Населення — 541 особа (2020).

## Географія
Райзінгсан розташований за координатами 41°16′1″ пн. ш. 83°25′37″ зх. д. / 41.26694° пн. ш. 83.42694° зх. д. (41.267055, -83.426906).  За даними Бюро перепису населення США в 2010 році селище мало площу 1,48 км², уся площа — суходіл.

## Демографія
Згідно з переписом 2010 року, у селищі мешкало 606 осіб у 222 домогосподарствах у складі 162 родин. Густота населення становила 411 особа/км².  Було 247 помешкань (167/км²).
Расовий склад населення:
| - 96,0 % — білих - 0,7 % — корінних американців - 0,2 % — азіатів |

До двох чи більше рас належало 2,8 %. Частка іспаномовних становила 4,5 % від усіх жителів.
За віковим діапазоном населення розподілялося таким чином: 27,9 % — особи молодші 18 років, 59,7 % — особи у віці 18—64 років, 12,4 % — особи у віці 65 років та старші. Медіана віку мешканця становила 36,0 року. На 100 осіб жіночої статі у селищі припадало 111,9 чоловіків;  на 100 жінок у віці від 18 років та старших — 96,0 чоловіків також старших 18 років.
Середній дохід на одне домашнє господарство  становив 42 198 доларів США (медіана — 36 364), а середній дохід на одну сім'ю — 46 161 долар (медіана — 40 341). Медіана доходів становила 52 917 доларів для чоловіків та 28 000 доларів для жінок. За межею бідності перебувало 23,1 % осіб, у тому числі 40,1 % дітей у віці до 18 років та 7,1 % осіб у віці 65 років та старших.
Цивільне працевлаштоване населення становило 220 осіб. Основні галузі зайнятості: виробництво — 24,5 %, освіта, охорона здоров'я та соціальна допомога — 18,2 %, мистецтво, розваги та відпочинок — 16,8 %.